# Bela Čikoš Sesija
Bela Čikoš Sesija (Eszék, 1864. január 27. – Zágráb, 1931. február 11.) horvát szimbolista festő, a Zágrábi Képzőművészeti Akadémia egyik alapítója.

## Élete
Apja, az Osztrák Császárság hadseregének tisztje 1849-ben a novarai csatában szerzett érdemeiért kapta a Sesia vitéze címet. Bela Čikoš Sesija 1874–79-ben Kőszegen tanult a katonai reáliskolában, a kadétiskolát Karlovacon végezte. 1882-ben Josip Šokčević gyalogsági ezredéhez került Eszékre.
1887-ben fegyelmi okok miatt elhagyta a katonai pályát és 1891-ig a Bécsi Képzőművészeti Akadémián tanult Julius Victor Bergernél, történeti festészetet Leopold Carl Müllernél, majd rövid itáliai tanulmányútra indult. Végül a Müncheni Szépművészeti Akadémián tanult egy évig Wilhelm Lindenschmitnél. 1894 –95-ben már részt vett a hazai képzőművészeti kiállításokon, és Vlaho Bukovacnak segédkezett a Horvát Nemzeti Színház kortinájának megfestésében. Műtermet kapott Zágrábban az Ilica utcában, és mellette tanított az Iparművészeti Iskolában. Részt vett az 1896-os millenniumi kiállításon Budapesten, 1897-ben alapító tagja volt a Horvát Művészek Társaságának.
Festményeit szülőföldjén kívül külföldön is kiállította (Koppenhága, Szentpétervár, Párizsban a világkiállításon 1900-ban). Máriabesztercén festett tájképeket, 1895-97-ben a kőrösi görögkatolikus templom ikonosztázának hat képét festette meg (Krisztus megkeresztelkedése, Utolsó vacsora, Krisztus feltámadása, Krisztus keresztre feszítése, Szűz Mária, Szent János apostol). A templom Utolsó vacsora falfreskója is tőle származik. A bélavári Szentlélek templom számára is festett ikonokat.
Megromlott a kapcsolata a festőtársakkal, ezért Robert Auerrel az Egyesült Államokba utazott, de hat hónap után visszajött. Menci Clement Crnčićcsel festőiskolát nyitott, amely 1921-ben a Képző- és Iparművészeti Akadémiává alakult. A Horvát Történeti Intézetben láthatók antik témájú falfestményei (Szapphó, Prométheusz, Héraklész és Antaiosz küzdelme).

## Galéria

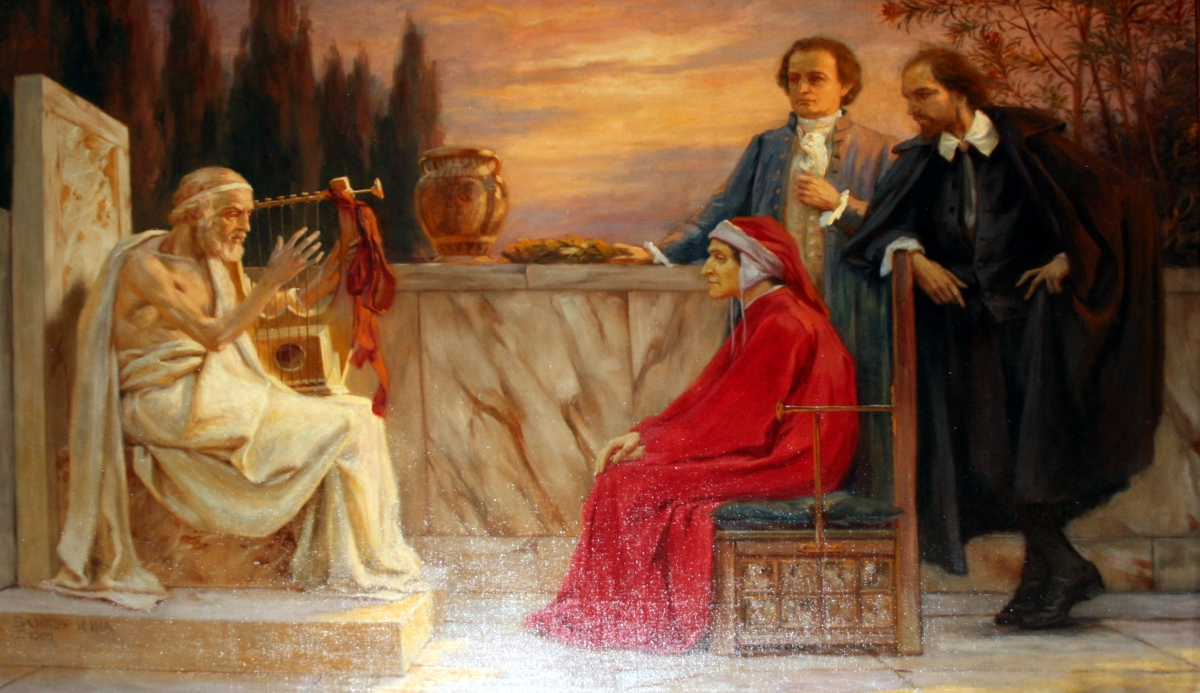
Homérosz énekelni tanítja Dantét, Shakespeare-t és Goethét
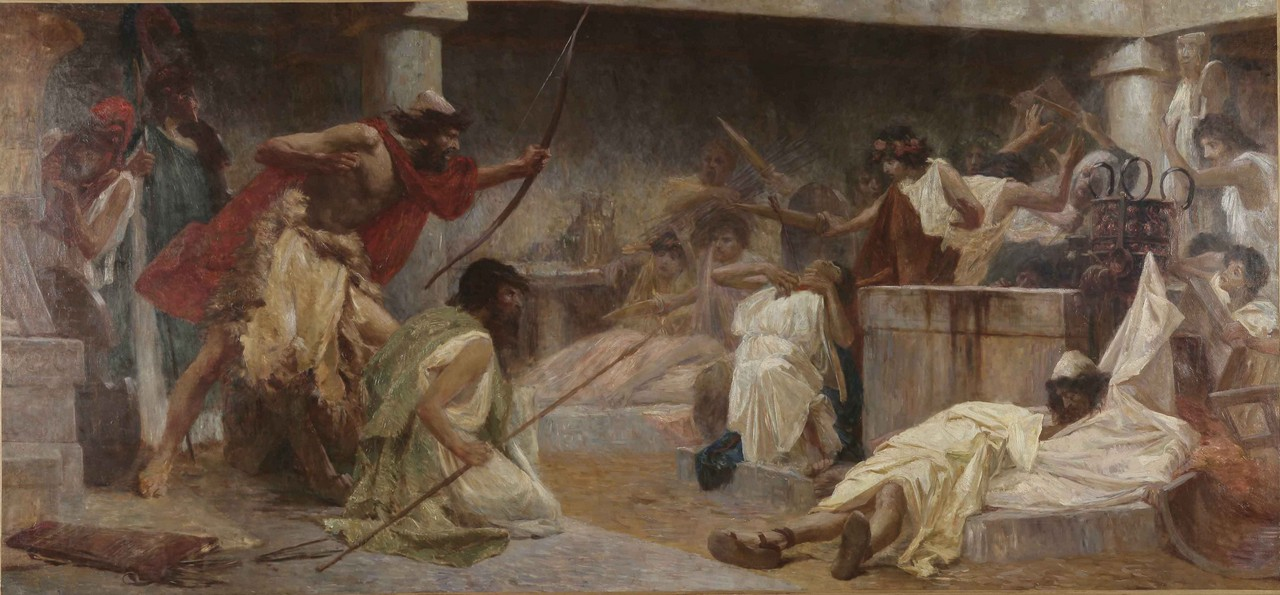
Odüsszeusz megöli a kérőket
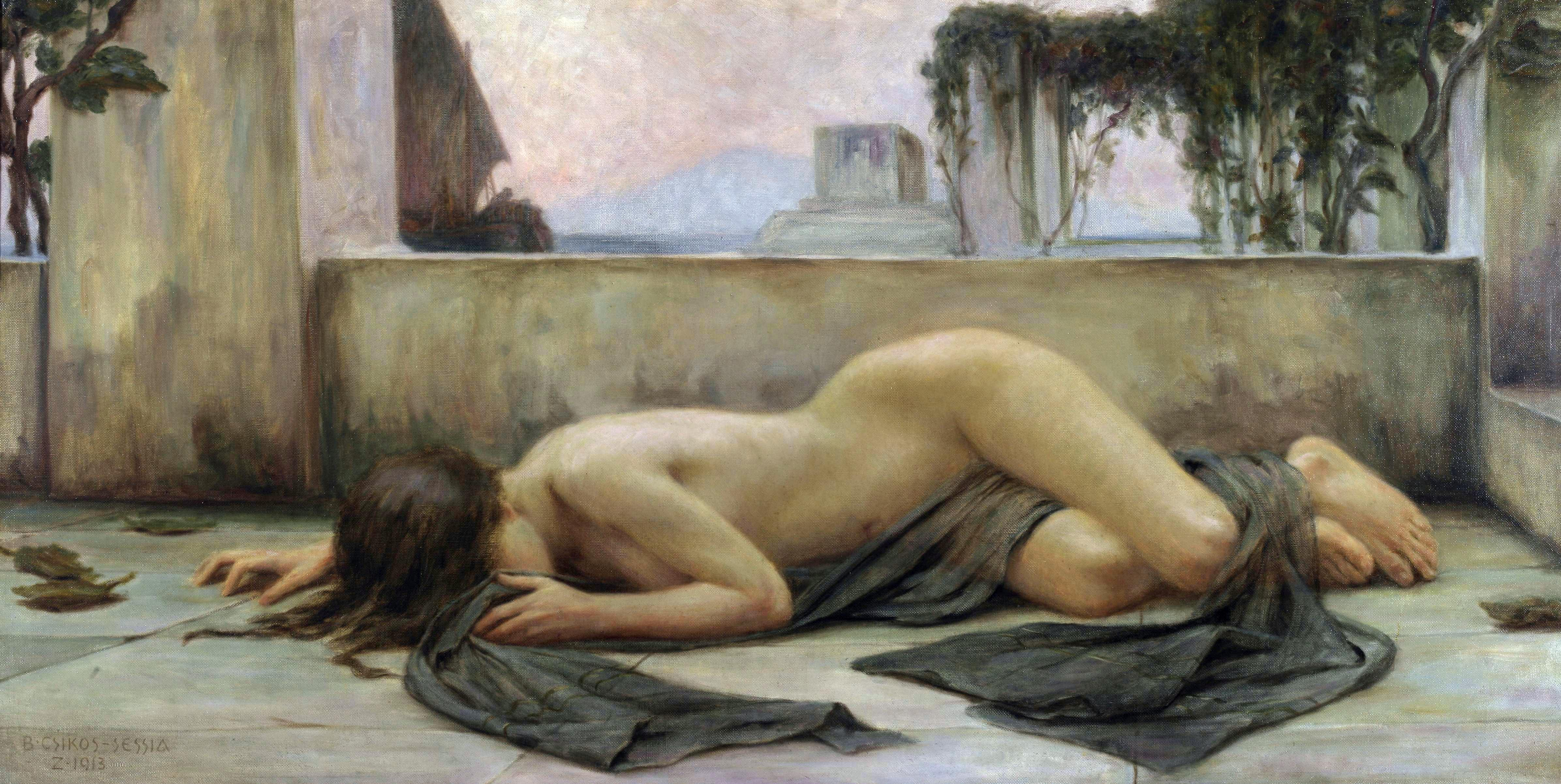
Női akt
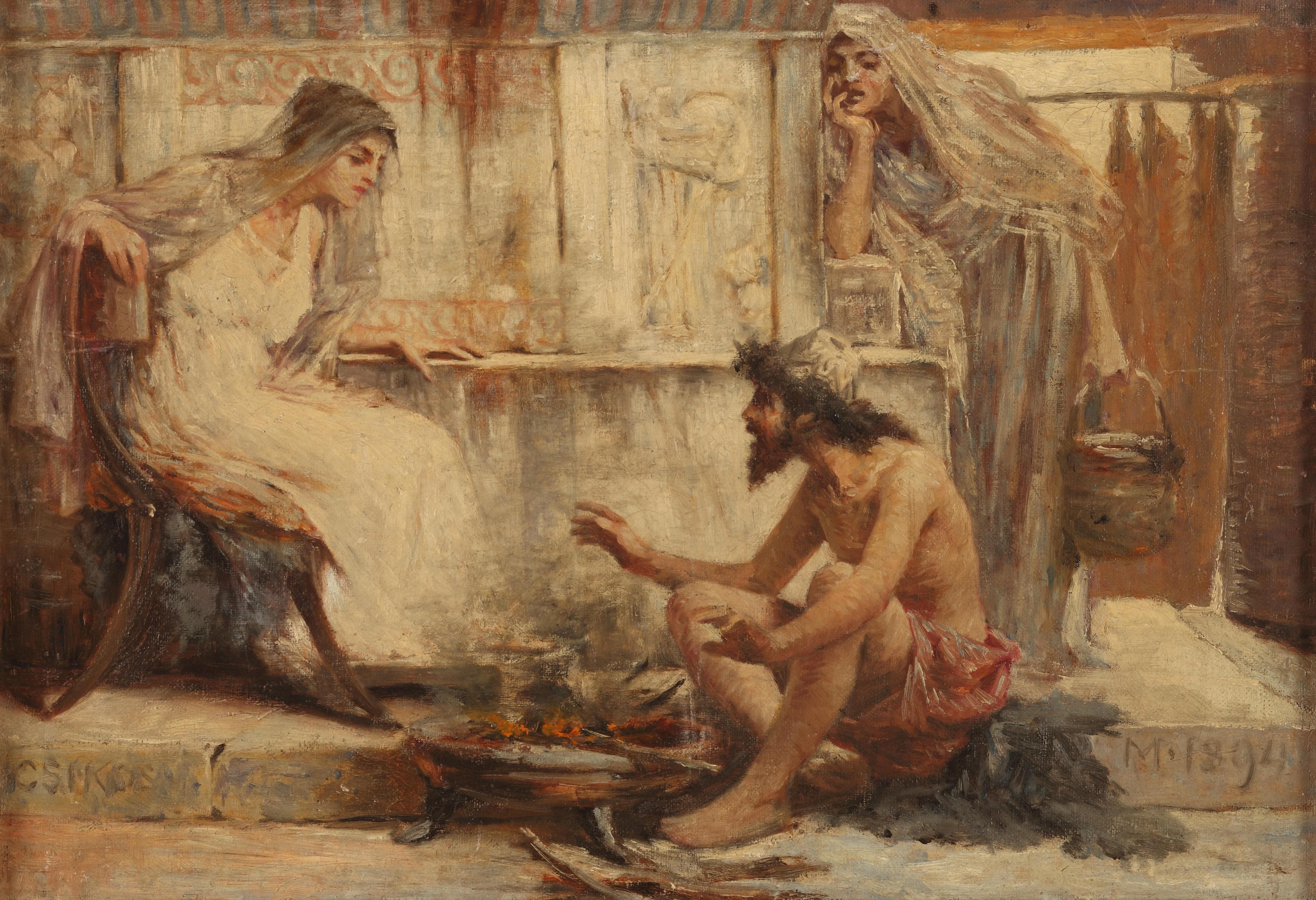
Pénelopé